# Paul Allen
Paul Gardner Allen (n. 21 ianuarie 1953, Seattle, Washington, SUA – d. 15 octombrie 2018, Seattle, Washington, SUA) a fost un antreprenor american a cărui avere are la bază construirea împreună cu Bill Gates a companiei Microsoft. Allen a apărut adesea pe lista celor mai bogați oameni din lume; astfel în anul 2006, a fost clasat de către revista Forbes pe locul șase în lume, cu o avere estimată la 22 de miliarde de dolari americani. A fost directorul companiei Charter Communications și a renunțat la acțiunile companiei Dreamworks Animation.
Allen era și proprietarul a două echipe sportive profesioniste: Seattle Seahawks din Liga de fotbal american și Portland Trail Blazers din NBA.

## Viața și cariera
Paul Allen s-a născut în Seattle, statul Washington, fiu al lui Kenneth Samuel Allen, director asociat al bibliotecii universității Washington, și al Ednei Faye (născută Gardner) Allen, în 21 ianuarie 1951. Allen a participat la cursurile școlii Lakeside, o școală privată din Seattle, cu prietenul său Bill Gates, care era cu doi ani mai tânăr, dar care îi împărtășea entuziasmul pentru calculatoare. Ei au folosit terminalele școlii Lakeside pentru a-și dezvolta abilitățile de programare pe mai multe sisteme informatice. 
După absolvire, Allen a participat la cursurile Universității de Stat Washington, unde a fost membru al societății Phi Kappa Theta pe care a abandonat-o după doi ani, pentru a lucra ca programator la Honeywell în Boston, plasându-l din nou la vechiul său prieten. Mai târziu Allen îl convinge pe Bill Gates ca împreună să fondeze firma Microsoft.
Paul Allen a murit luni, 15 octombrie 2018, în Seattle, din cauza complicațiilor provocate de limfomul non-Hodgkin.

### Microsoft
Allen fondează Microsoft cu Bill Gates în Albuquerque, New Mexico, în 1975, și începe să comercializeze un interpretor de limbaj BASIC. Allen vine cu ideea numelui original de "Micro-Soft",a povestit în 1995 pentru revista Fortune .În 1980,după promisiunea că va oferi un sistem de operare IBM Disk (DOS),ei nu dezvoltă sistemul de operare IBM Disk (DOS).Contractul cu IBM a fost o cotitură în istoria Microsoft care i-a îmbogățit pe Allen și Gates.
Allen este diagnosticat cu limfomul non-Hodgkin în 1982.Tumoarea lui a fost tratată cu succes după mai multe luni de radioterapie.Totuși,el nu mai revine la Microsoft și începe să se distanțeze de companie. Allen a demisionat oficial din comitetul director al Microsoft în Noiembrie 2000 dar a fost rugat să consulte un consilier pentru sfaturi de strategie pentru executivul companiei .

## Recunoaștere
În 2007 și 2008, Allen a fost inclus printre cei mai influenți oameni din lume de revista Time în topul Celor mai influenți 100 de Oameni din Lume.
El a primit premiul Vanguard pentru Asociația Națională de Telecomunicații în 20 mai 2008.
Paul Allen a primit premii și distincții de la mai multe universități. În mai 1999 Universitatea Washington i-a decernat cea mai înaltă distincție, Cel mai distins cetățean. El a mai primit titlul de Doctor honoris causa de la Școala Federală din Lausanne în 31 martie 2007.
În 26 octombrie 2008 lui Paul Allen i-a fost oferit Premiul Umanitar Herbie Hancock de Thelonious Monk de la Institutul de Jazz pentru „realizările sale ca om de afaceri și filantrop global”.
În 31 ianuarie 2009 lui Paul Allen i-a fost oferit un premiu special de către Autoritatea Sportivă din Oregon.

## Deces
Allen a murit în Seattle din cauza unor complicații de limfom non-Hodgkin la data de 15 octombrie 2018. El avea 65 de ani.

## Legături externe
- Site web oficial
- Apariții pe C-SPAN
- Paul Allen pe Charlie Rose
- Paul Allen la Internet Movie Database
- Lucrări de sau despre Paul Allen în biblioteci (catalog WorldCat)
- Paul Allen — știri și comentarii colectate la The New York Times
- Paul Allen entry from The Oregon Encyclopedia
- Paul Allen at THOCP.net
- Business profile at Forbes
- Bloomberg Billionaires Index entry